# Утай (Иркутская область)
Утай (бур. Хүтай) — посёлок в Тулунском районе Иркутской области России. Входит в Котикское муниципальное образование.

## География
Расположен в лесистой местности на левом берегу Курзанки (приток реки Ия) в 17 км к северо-западу от города Тулун и в 370 км от Иркутска.
В посёлке находится станция Утай Восточно-Сибирской железной дороги на Транссибе.
В 6 км к югу проходит автодорога «Сибирь» (Новосибирск — Красноярск — Иркутск). Имеется подъездная дорога от неё к посёлку, продолжающаяся далее на север к селу Умыган.

## Население
| 2002 | 2010 | 2011 | 2012 |
| ---- | ---- | ---- | ---- |
| 644  | ↘486 | ↘484 | ↘467 |

По данным Всероссийской переписи в 2010 году 218 мужчин и 268 женщин из 486 человек.

## Топонимика
Название Утай, вероятно, происходит от бурятского хүтай (от хүтэл — косогор).